# Nederländerna i olympiska vinterspelen 2010
Nederländerna deltog vid de olympiska vinterspelen 2010 med 34 tävlande.

## Medaljer

### Guld
- Hastighetsåkning på skridskor
  - 5 000 m herrar: Sven Kramer
  - 1 500 m herrar: Mark Tuitert
  - 1 500 m damer: Ireen Wüst
- Snowboard
  - Damernas parallellslalom: Nicolien Sauerbreij

### Silver
- Hastighetsåkning på skridskor
  - 1 000 m damer: Annette Gerritsen

### Brons
- Hastighetsåkning på skridskor
  -  1 000 m damer: Laurine van Riessen
  - 10 000 m herrar: Bob de Jong
  - Herrarnas lagtempo: Sven Kramer, Mark Tuitert, Simon Kuipers, Jan Blokhuijsen